# Nic Cramer
Pour les articles homonymes, voir Cramer.
Nic Cramer est un réalisateur suédois de films pornographiques. Il a réalisé 133 films et obtenu deux fois, en 1998 et 1999, l'AVN Award du meilleur réalisateur.

## Distinctions
- 1998 AVN Award Meilleur réalisateur - Film (Best Director - Film) pour Operation Sex Siege
- 1999 AVN Award
  - Meilleur réalisateur - Film (Best Director - Film) pour Looker
  - Meilleur montage - Film (Best Editing - Film) pour Looker
  - Meilleur scénario - Film (Best Screenplay - Film) pour Looker